# Microgaster postica
Microgaster postica är en stekelart som beskrevs av Christian Gottfried Daniel Nees von Esenbeck 1834. Microgaster postica ingår i släktet Microgaster och familjen bracksteklar. Inga underarter finns listade i Catalogue of Life.